# 아시안 피겨스케이팅 트로피
아시안 피겨 스케이팅 트로피(영어: Asian Figure Skating Trophy)는 국제 피겨 스케이팅 대회이다. 아시아 빙상 연맹이 주최하고, 아시아 지역의 선수를 대상으로 7월부터 8월에 열린다.